# Obwód Kyrdżali
Obwód Kyrdżali (bułg. Област Кърджали) – jedna z 28 jednostek administracyjnych Bułgarii, położona w południowej części kraju. Graniczy z Grecją oraz z obwodami: Chaskowo, Płowdiw i Smolan. Jedyny obwód Bułgarii z bezwzględną większością turecką.

## Skład etniczny
W obwodzie żyje 164 019	ludzi, z tego 55 939 Bułgarów (34,10%), 101 116 Turków (61,64%), 1 264 Romów (0,77%), oraz 5700 osób innej narodowości (3,47%).